# 亞亨河
47°38′53.5″N 11°35′4″E / 47.648194°N 11.58444°E

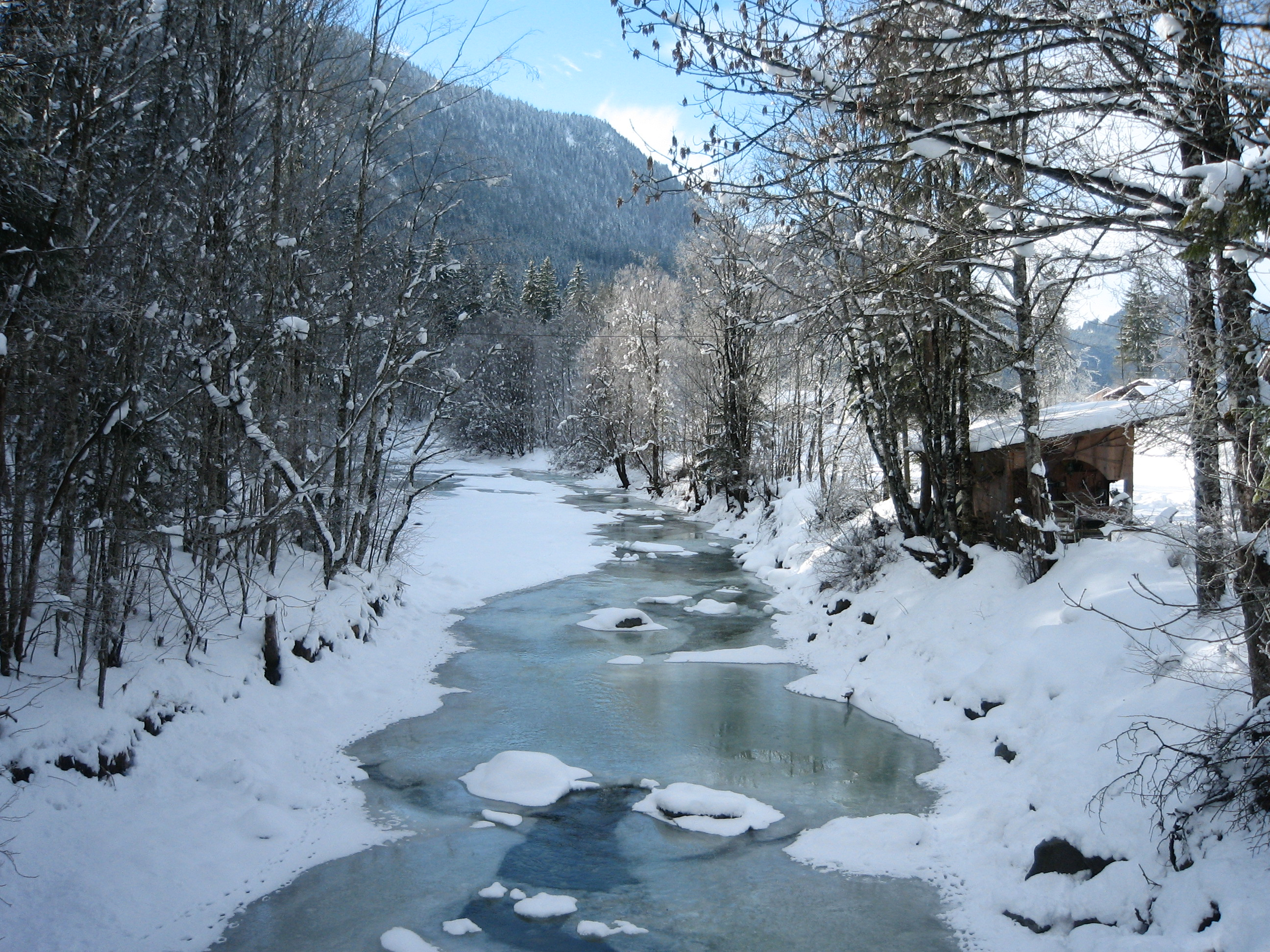
冬季河流兩邊積雪

亞亨河（德語：Jachen），是德國的河流，位於該國東南部，由巴伐利亞負責管轄，屬於伊薩爾河的支流，河道全長22.7公里，流域面積84.9平方公里，河口處在倫格里斯以南。